# Howard Hawks
Howard Winchester Hawks (ur. 30 maja 1896 w Goshen, zm. 26 grudnia 1977 w Palm Springs) – amerykański reżyser, scenarzysta i producent filmowy. Laureat Honorowego Oscara w 1975.

## Dokonania
Hawks był jednym z najbardziej wszechstronnych i cenionych reżyserów tzw. klasycznej epoki Hollywood. Na przestrzeni niemal pół wieku wyreżyserował ponad 40 filmów – debiutował w 1926, a ostatni film, western Rio Lobo, zrealizował w 1970. Mocną pozycję w filmowym świecie zdobył obrazem Człowiek z blizną (1932) – jednym z pierwszych filmów gangsterskich w historii kina. Ugruntował ją kolejnymi dziełami: Drogą do chwały i przygodowym Tylko aniołowie mają skrzydła.
W 1941, tuż przed przystąpieniem USA do II wojny światowej, nakręcił Sierżanta Yorka z Garym Cooperem w roli głównej. Film oparto na autentycznych wydarzeniach z czasów I wojny, kiedy to podczas jednej akcji sierżant armii amerykańskiej – zadeklarowany pacyfista – wziął do niewoli ponad stu wrogów. Za ten obraz Hawks zdobył swoją jedyną nominację do Oscara.
W połowie lat 40. XX w. zrealizował dwa głośne filmy z Lauren Bacall i Humphreyem Bogartem w rolach głównych. W 1944 powstał romans Mieć i nie mieć (na podstawie powieści Ernesta Hemingwaya), a w 1946 ekranizacja Wielkiego snu, pierwszej powieści Raymonda Chandlera z Philipem Marlowem. Grający zgorzkniałego detektywa Bogart stworzył wzór dla późniejszych odtwórców tej roli, a sam film uchodzi za jeden z najlepszych czarnych kryminałów w dziejach.
Najważniejszymi późnymi filmami Hawksa były westerny Rzeka Czerwona (1948) i Rio Bravo (1959) oraz musical Mężczyźni wolą blondynki (1953). W obu westernach główną rolę zagrał John Wayne – w pierwszym hodowcę bydła przepędzającego olbrzymie stado na nowe tereny, a w drugim – szeryfa zmagającego się z bandytami w niewielkim miasteczku. Filmy – zwłaszcza Rio Bravo – uchodzą za szczytowe osiągnięcie gatunku. Z kolei kreacja w obrazie Mężczyźni wolą blondynki okazała się przełomową rolą dla Marilyn Monroe i przyniosła jej status gwiazdy.
Dwa znane filmy Hawksa – Człowiek z blizną i Istota z innego świata – doczekały się bestsellerowych remake'ów. Pierwszy z nich zachował tytuł oryginału, drugi zaś wszedł na ekrany jako Coś.

## Wybrana filmografia
- 1932: Człowiek z blizną (Scarface)
- 1936: Droga do chwały (The Road to Glory)
- 1938: Drapieżne maleństwo (Bringing Up Baby)
- 1939: Tylko aniołowie mają skrzydła (Only Angels Have Wings)
- 1940: Dziewczyna Piętaszek (His Girl Friday)
- 1941: Sierżant York (Sergeant York)
- 1943: Wyjęty spod prawa (The Outlaw) – współreżyseria z Howardem Hughesem
- 1944: Mieć i nie mieć (To Have and Have Not)
- 1946: Wielki sen (The Big Sleep)
- 1948: Rzeka Czerwona (Red River)
- 1951: Istota z innego świata (The Thing from Another World)
- 1952: Małpia kuracja (Monkey Business)
- 1953: Mężczyźni wolą blondynki (Gentlemen Prefer Blondes)
- 1955: Ziemia faraonów (Land of the Pharaohs)
- 1959: Rio Bravo
- 1965: Czerwona linia 7000
- 1962: Hatari!
- 1966: El Dorado
- 1970: Rio Lobo